# The Fourth Avenue Cafe
「the Fourth Avenue Café」（ザ フォース アヴェニュー カフェ）は、日本のロックバンド、L'Arc〜en〜Cielの29作目のシングル。2006年8月30日発売。発売元はKi/oon Records。

## 概要
前作「Link」以来約1年1ヶ月ぶりとなるシングルリリース。本作は1996年12月12日に発売した4thアルバム『True』からのリカットシングルとなっており、リカットシングルのリリースは1999年8月発売の「Driver's High」以来約7年ぶり4作目となる。
本作の表題曲「the Fourth Avenue Café」は、ホーンとバンドサウンドが絡み合うポップで華やかな楽曲となっており、制作には東京スカパラダイスオーケストラのホーンセクションメンバーであるNARGO、北原雅彦、冷牟田竜之、GAMO、谷中敦が参加している。なお、2006年11月25日・26日に東京ドームで行ったバンド結成15周年ライヴ「15th L'Anniversary Live」の開催前には、公式サイトで「演奏曲目リクエスト投票」が実施されており、この曲が1位を記録している。この投票結果を踏まえてか、この曲は同ライヴで公演の幕開けとなる1曲目として演奏され、コンサートツアー「CONCERT TOUR '96〜'97 Carnival of True」以来約9年ぶりの披露となった。そして、このライヴの後に開催した公演では、この曲が頻繁にセットリストに組み込まれるようになっている。余談だが、表題曲のミュージック・ビデオは、sakuraがL'Arc〜en〜Cielに在籍していたころに撮影されており、完成まで至っていたが、前述の白紙化の経緯もあってか現在まで一度として公開されていない。（詳細は楽曲解説の項目を参照）
また、カップリング曲にはパートチェンジバンド、D'ARK〜EN〜CIEL名義で制作した楽曲が収録されている。このパートチェンジバンドはL'Arc〜en〜Cielが企画したお遊びバンドで、tetsuya（当時の名義はtetsu）がボーカル、hydeがギター、sakuraがベース、kenがドラムを担当している。ちなみにこのバンドでは、メンバーそれぞれがアーティスト名義を変更しており、tetsuyaはDARK TETSU、hydeはHYDE DARK、sakuraはSuck・D'ark・la、kenはKën D'Arkを名乗り活動している。なお、1996年4月から開催したライヴツアー「Kiss me deadly heavenly '96」や、1996年12月から開催したコンサートツアー「CONCERT TOUR '96〜'97 Carnival of True」では、D'ARK〜EN〜CIELとして楽曲をパフォーマンスするコーナーが設けられていた。余談だが、D'ARK〜EN〜CIELの活動が始まった当初は、上記の担当パートと異なるパートをそれぞれのメンバーが演奏しており、tetsuyaのボーカルは変わらないが、sakuraがギター、kenがベース、hydeがドラムを担当していた。ただ、tetsuya曰く「このメンバーにはちょっとパワー不足を感じた」といい、活動を進めるにあたり担当パートが変更されることとなった。また、このバンドではヘヴィ・メタルやデスメタル、スラッシュメタルを意識したオリジナル音源が制作されている。ちなみに、本作に収録された曲はいずれもhydeが作曲を手掛けている。

## リリース

### リリースの経緯
この作品は、本作発売の約10年前に発表したアルバム『True』からリカットした楽曲を表題曲にしたシングルとなっているが、本来であれば1997年3月26日に発表する予定だったものである。このシングルカットは、1997年2月12日からフジテレビ系で放送されていたテレビアニメ『るろうに剣心 -明治剣客浪漫譚-』の第4期エンディングテーマに表題曲が使用されたことがきっかけとなっており、シングル発売に伴い音楽雑誌の取材などのプロモーション活動も当時行われていた。ただ、当初予定していた発売日の約1ヶ月前となる1997年2月24日に、当時L'Arc〜en〜Cielのドラマーであったsakuraが覚醒剤取締法違反で逮捕され、バンドが事実上の活動休止状態になったことに伴い、本作のリリースは白紙化の憂き目を見ることとなった。さらに、前述のアニメとのタイアップも僅か4話（第39話～第42話）で先代ED曲に差し替えられている（同アニメのセルビデオ版では差し替えられることなく予定話数分で使用されている）。
リカットシングルの発売中止から約10年経過した2006年8月30日に、バンド結成15周年を記念し、8cmシングルとして発表していた1stCDシングル「Blurry Eyes」から14thCDシングル「forbidden lover」の14作品を12cmシングル（マキシシングル）で再発売する企画が実施された。この再販と併せ、"幻のシングル作品"となってしまった本作を"L'Arc〜en〜Cielの29作目のシングル"としてリリースすることも発表され、約10年越しでリカットされる運びとなった。

### リリースプロモーション
本作を発売したころ、メンバー4人がソロ活動をメインにしていたこともあり、シングル発売週前後においてラジオやテレビ等のメディアを通じたプロモーション活動は一切行われていない。そのため、本作の表題曲は現在に至るまで地上波の音楽番組で披露されたことがない。

### リリース形態
本作は、通常盤（CD）の1形態でリリースされている。初回限定仕様は、アーティストフォトピクチャーレーベル仕様となっている。また、CDジャケットの裏面にはD'ARK〜EN〜CIELをイメージしたイラストが載せられている。このイラストは1996年〜1997年ごろにhydeが好んで読んでいた漫画『ねこぢるうどん』の作者である、漫画家のねこぢるが手掛けている。

### チャート
本作は発売初週となる2006年9月11日付のオリコン週間シングルチャートで、週間5位を記録している。また、同日に発表した14作品の再盤シングルもすべてオリコン週間シングルチャートTOP30内にランクインしており、「同一アーティストによるオリコン週間シングルチャートTOP30入り」の記録を12作から15作に更新している。
また、本作発売から約13年後となる2019年12月11日から各種サブスクリプションサービス（定額制音楽配信）にて、この日までに発表したL'Arc〜en〜Cielの全楽曲のストリーミング配信を全世界で一斉解禁しているが、表題曲は同年12月12日に公開されたSpotifyの週間バイラルトップ50（日本）チャートで5位を獲得している。ちなみにこの週では、TOP18までをL'Arc〜en〜Cielの楽曲が独占しており、1位は「flower」が獲得している。さらに、このバイラルチャートTOP50のうち、半分以上となる34曲でL'Arc〜en〜Cielの楽曲がチャートインする結果となった。

## 収録曲
| #         | タイトル                                    | 作詞        | 作曲      | 編曲                             | 時間  |
| --------- | ------------------------------------------- | ----------- | --------- | -------------------------------- | ----- |
| 1.        | 「the Fourth Avenue Café」(L'Arc〜en〜Ciel) | hyde        | ken       | L'Arc〜en〜Ciel, Takeyuki Hatano | 4:55  |
| 2.        | 「D'ARK〜EN〜CIEL」(D'ARK〜EN〜CIEL)        | hyde, tetsu | hyde      | D'ARK〜EN〜CIEL                  | 16:52 |
| 合計時間: | 合計時間:                                   | 合計時間:   | 合計時間: | 合計時間:                        | 21:47 |

## 楽曲解説
1. the Fourth Avenue Café / L'Arc〜en〜Ciel
  - 作詞: hyde / 作曲: ken / 編曲: L'Arc〜en〜Ciel & Takeyuki Hatano

管楽器とバンドサウンドが絡み合うポップでメロディアスなナンバー。1996年7月に発表したシングル「風にきえないで」の制作前の曲出し会において、作曲者のkenがこの曲のデモを提出しており、シングル表題曲の候補としてあがっていた楽曲となっている[6]。結果的にこのタイミングでのシングル化は見送られたが、アニメ『るろうに剣心 -明治剣客浪漫譚-』のテーマソングに使用されたことに伴い、アルバム『True』に収録された後でシングルカットが決定した。
この曲は、ギター、ベース、ドラムのスリー・ピースの音以外の楽器が多用されており、1996年発表の『True』に収録された「Lies and Truth」や「Caress of Venus」も含め、1995年以前にkenが制作してきた楽曲とは異なる指向でアレンジされている。kenは1997年当時、様々な楽器を大々的に導入した楽曲を制作するに至った経緯について「（ストリングスやホーンを使った曲で言えば）昔からそういうのを聴いてたし、好きだったっていうのもあるんだけど、それは他人がやることだっていうイメージがあったんですよ。（中略）だから今までは曲にそういうアイディアがあっても、あとで音を足すとか付け足し的な要素で入れてた部分があった。それがいつの間にか、自分で曲を作るときに、そういうアイディアがメロディーと同時にイメージできるようになって、"この曲はこういうアレンジがいいな"って思うようになってきた。今までが我慢してたってわけじゃなくて、"俺らもやっていいんじゃないかな"っていう感じ？"やりたいんだったらやればいいんだよね"っていうところが変わってきたかな[7][8]」と語っている。また、kenは、前作までのレコーディングからの変化について「メンバーが使わない楽器との絡みも、今まではスリー・ピースで音を録ってから、その隙間を狙って入れる的な方法だったのが、今回は最初から、こういうものを入れたいからって、そのスペースをあけていた。そういうところが変わってきましたね[8]」と1997年のインタビューで語っている。ちなみに、kenがデモを制作していた時点で、この曲に管楽器を入れることを想定していたことから「ラッパ」という仮タイトルが名付けられていたという。余談だが、1997年当時に音楽雑誌の取材で「ホーンの入っている音楽はどういったものを聴くのか[8]」とインタビュアーに聞かれた際、kenはスタイル・カウンシルや、フィッシュボーン、アビー・リンカーン、スウィング・アウト・シスターといった様々なジャンルのアーティストをあげていた[8]。
また、この曲のレコーディングでは、東京スカパラダイスオーケストラのホーンセクションとコラボレーションしており、同バンドからNARGO、北原雅彦、冷牟田竜之、GAMO、谷中敦の5人がレコーディングに参加し、北原が管編曲を担当している。さらに、この曲のプロデュースおよびアレンジには、L'Arc〜en〜Cielのサポートキーボーディストを務める秦野猛行が参加している。ちなみに、秦野はこの曲のレコーディングでタンバリンも担当しており、Takeという名義で"Round Around Tambourines"とクレジットされている[9]。このクレジット表記の由来は、ken曰く「ライヴツアー「BIG CITY NIGHTS ROUND AROUND '96」のピンクのツアーTシャツがあるんですけど、プロデューサーの秦野さんと僕がそのTシャツを着ていたんで、そこから取った[9]」という。
歌詞はhydeが手掛けており、失恋をテーマとしたリリックが曲にのせられている。hydeは、この曲の作詞作業を振り返り「屋外のカフェでコーヒーを飲みながら書いた[10]」と語っており、東京・高円寺に実在するカフェ「Yonchome Cafe」を歌詞の舞台にしたという[11]。なお、曲のタイトルも高円寺のカフェの名前に由来しているが[11]、hydeが実際に作詞作業を行っていた店は、そのカフェではなく東京・三宿にある店だったといい、hydeは「高円寺にあるカフェを思い出しながら書いた[11]」と述べている。
4thアルバム『True』では、特別な表記はされていないがミックス違いのアルバムバージョンとして収録されている。本作に収録されたシングルバージョンは、アルバムに収録されたバージョンと異なりイントロの一部がカットされている。
2. D'ARK〜EN〜CIEL / D'ARK〜EN〜CIEL
（1） DARK SONG（0:00 - 1:15）
  - 作曲: hyde / 編曲: D'ARK〜EN〜CIEL

（2） D・A・R・K 〜DARK IN MY LIFE〜（1:16 - 2:53）
  - 作詞・作曲: hyde / 編曲: D'ARK〜EN〜CIEL

（3） ACCIDENT（2:54 - 3:01）
  - 作曲: hyde / 編曲: D'ARK〜EN〜CIEL

（4） INSANITY（3:02 - 4:36）
  - 作詞: tetsu / 作曲: hyde / 編曲: D'ARK〜EN〜CIEL

（隠しトラック） FROM HELL（16:03 - 16:52）
  - 作曲: hyde / 編曲: D'ARK〜EN〜CIEL

パートチェンジバンド、D'ARK〜EN〜CIELが演奏した楽曲を5曲集めたトラック。
隠しトラックとして収録された「FROM HELL」を含め、いずれの楽曲もhydeが作曲を手掛けたオリジナル音源であり、ヘヴィ・メタル/デスメタルを意識した作品となっている。作曲者のhydeは1997年に受けた音楽雑誌のインタビューにおいて、本作に収録した楽曲について「2年くらい前かな。遊びでまじめに作った曲があって、そのときはもう少しスラッシュよりのサウンドだったんだけど、今回はちょっとコンセプト立ててやろうってことになって練り直した[2]」と述べている。また、4曲目の「INSANITY」の作詞はtetsuyaが手掛けており、これがtetsuyaが作詞者としてクレジットされた初の楽曲となっている[12]（L'Arc〜en〜Cielの音源としては、アルバム『HEART』に収録された「milky way」が初めてtetsuyaが作詞を担当した作品となる）。
ちなみに、隠しトラックとして収録された楽曲「FROM HELL」は、4曲目の「INSANITY」の演奏終了から約11分27秒の無音時間を経て再生されるようになっている。
なお、本作収録曲以外に、D'ARK〜EN〜CIELの楽曲として「皆殺し」「バナナマスク」「鬼殺し」などの未発表音源が存在しているが、これらは現在に至るまで音源化されていない。

## タイアップ
the Fourth Avenue Café
- フジテレビ系テレビアニメ『るろうに剣心 -明治剣客浪漫譚-』第4期（第39話～第42話）エンディングテーマ

## 参加ミュージシャン
- the Fourth Avenue Café / L'Arc〜en〜Ciel
  - hyde：Vocal
  - ken：Guitars
  - tetsu：Bass
  - sakura：Drums
    - NARGO (東京スカパラダイスオーケストラ)：Trumpet
    - 北原雅彦 (東京スカパラダイスオーケストラ)：Trombone, Horn Arrangement
    - 冷牟田竜之 (東京スカパラダイスオーケストラ)：Alto Sax
    - GAMO (東京スカパラダイスオーケストラ)：Tenor Sax
    - 谷中敦 (東京スカパラダイスオーケストラ)：Baritone Sax
    - Take：Round Around Tambourines
    - 秦野猛行：Other Instruments
- D'ARK〜EN〜CIEL
  - DARK TETSU：Vocal
  - HYDE DARK：Guitar
  - Suck・D'ark・la：Bass
  - Kën D'Ark：Drums

## 収録アルバム
オリジナルアルバム
- 『True』 (#1,アルバムバージョン)

ベストアルバム
- 『The Best of L'Arc〜en〜Ciel 1994-1998』 (#1,アルバムバージョン)
- 『WORLD'S BEST SELECTION』 (#1,アルバムバージョン)

コンピレーションアルバム
- 『るろうに剣心 Complete Collection』 (#1,アルバムバージョン)